# Argentolles
Pour la commune fusionnée à Creynes-près-Troyes, voir Argentolle.
Argentolles, commune déléguée de Colombey les Deux Églises, est une ancienne commune française, située dans le département de la Haute-Marne en région Grand Est.

## Géographie

### Localisation
Argentolles, commune déléguée de Colombey les Deux Églises, est située dans le département de la Haute-Marne en région Grand-Est. Elle est frontalière avec le département de l'Aube.
À vol d'oiseau, elle se situe à 3 km de Colombey-les-Deux-Églises, chef-lieu de la commune. Elle est distante de 24,37 km de Chaumont, préfecture du département. Elle se trouve à 198,18 km de Paris.
Avant sa fusion avec Colombey-les-Deux-Églises, Argentolles était limitrophe de quatre communes : Biernes, Buchey, Colombey-les-Deux-Églises, Harricourt, Lavilleneuve-aux-Fresnes, Pratz et Rouvres-les-Vignes.
Parmi ces communes, Biernes, Harricourt, Lavilleneuve-aux-Fresnes et Pratz sont devenues des communes déléguées également de Colombey-les-Deux-Églises. Buchey est devenue une commune associée de Rizaucourt-Buchey.

### Géologie et relief
La superficie de la commune est de 797 hectares. Son altitude varie d'environ 245 mètres à 355 mètres. L'altitude moyenne se situe entre 283 mètres et 287 mètres au niveau de la localité.
Le sous-sol géologique de la commune déléguée date du jurassique, avec la présence d'un sol d'argiles, de calcaire et de marne. La localité se trouve sur un plateau éponyme.
Le risque sismique est considéré comme très faible soit en zone 1 selon la carte du zonage définie par le gouvernement
La localité se trouve sur le plateau éponyme.

### Climat
La station climatique la plus proche est celle de Saint-Dizier, située sur la base aérienne 113 à 44 km à vol d'oiseau au nord d'Argentolles. Une autre station climatique se situe à Ailleville à 15 km de la commune déléguée, mais les données ne sont pas publiques.
| Mois                              | jan. | fév. | mars  | avril | mai   | juin  | jui.  | août | sep.  | oct.  | nov. | déc. | année   |
| --------------------------------- | ---- | ---- | ----- | ----- | ----- | ----- | ----- | ---- | ----- | ----- | ---- | ---- | ------- |
| Température minimale moyenne (°C) | −0,3 | 0,2  | 1,9   | 4,3   | 8,1   | 11,2  | 12,9  | 12,7 | 10,2  | 7,1   | 2,8  | 0,4  | 6       |
| Température moyenne (°C)          | 2,5  | 3,8  | 6,4   | 9,5   | 13,5  | 16,7  | 18,7  | 18,3 | 15,5  | 11,5  | 6,2  | 3,3  | 10,5    |
| Température maximale moyenne (°C) | 5,3  | 7,4  | 10,8  | 14,7  | 18,8  | 22,1  | 24,5  | 23,9 | 20,8  | 16    | 9,6  | 6,2  | 15      |
| Ensoleillement (h)                | 51,1 | 83,7 | 120,9 | 165,1 | 206,7 | 219,4 | 246,3 | 217  | 170,7 | 122,6 | 67,6 | 54   | 1 725,1 |
| Précipitations (mm)               | 74,7 | 61,1 | 65,4  | 55,2  | 75,8  | 72,8  | 66,5  | 70,1 | 64,2  | 68,1  | 72,4 | 80   | 826,3   |

### Voies de communication et transports

#### Voies de communication
Argentolles se trouve sur la route départementale 104, reliant Beurville (9,4 km au nord) à Colombey-les-Deux-Églises (3,4 km au sud), où elle croise la route départementale 619, qui permet de rejoindre Chaumont, préfecture du département. Une autre route, la route départementale 203 relie la commune déléguée à Pratz, puis à la route départementale 2 qui joint Colombey-les-Deux-Églises à Doulevant-le-Château.

#### Transports
La commune déléguée ne dispose pas d'autres moyens de transport comme le ferroviaire et le transport en commun.
La gare ferroviaire la plus proche est celle de Bar-sur-Aube, qui se trouve à 18 km par la route. La commune déléguée est desservie par la ligne 3 (Paris-Est ↔ Troyes ↔ Chaumont ↔ Langres ↔ Vesoul ↔ Belfort) du TER Champagne-Ardenne.

### Urbanisme
La forme urbaine de la commune déléguée ressemble à celle d'un village-rue étirée le long de route départementale 104 reliant Beurville à Colombey-les-Deux-Églises, mais son habitat est surtout groupée autour de l'église du village,. Le patrimoine urbain est caractérisé aussi par un bâti ancien vieillissant dans le centre village.

## Toponymie
Le nom de la localité est attesté sous les noms de Argentoilles en 1447, Argentolles en 1626, Argentol en 1700, Argentolle en 1768, Argentolle en 1769 et Argentolle sur la carte de Cassini.

## Histoire
Argentolles est mentionnée dans une charte de 1260, où Gautier II de Vignory cède du froment sur le cornage de la localité à l'abbaye d'Auberive, et dans une charte de 1271 de l'abbaye de Clairvaux, où celle-ci reçoit une pièce de terre arable dans la localité par Arnould de Colombey, dans un échange de terre. Cette charte montre aussi la possession de biens de l'abbaye de Clairvaux à Argentolles comme l'indique cette charte de 1258 où le curé de Colombey-les-Deux-Églises donne également des terres à l'abbaye,. Le prieuré de Colombey-les-Deux-Églises possède aussi la Ferme de Méligne.
La localité forme également une seigneurie particulière, faisant de la baronnie de Voivre. Les seigneurs de Vignory possède cette baronnie. En 1785, une épidémie ravage le village.
Avant la Révolution française, Argentolles ressort de la généralité de Châlons, de l'élection et de la prévôté de Bar-sur-Aube. Elle appartenait également au bailliage de Chaumont. Au niveau ecclésiastique, la paroisse fait partie du diocèse de Langres et de l'archidiaconé de Bar-sur-Aube. Elle est une paroisse succursale de Colombey.
Lors de la Révolution française, la paroisse est transformée en une commune indépendante à la suite du décret du 11 novembre 1789 et de la loi du 14 décembre 1789. Argentolles est intégrée au département de la Haute-Marne, au district de Chaumont et au canton de Haute-Marne. En 1801, elle est rattachée au canton de Juzennecourt et à l'arrondissement de Chaumont.
Lors de la campagne de France de 1814, la 2e division du 6e corps de l'armée russe du général Wittgenstein bivouaque dans la localité, à la fin du mois de février 1814, avant la bataille de Bar-sur-Aube
Avec la mise en place du code officiel géographique en 1943, la commune a porté le code commune 52018.
Par arrêté préfectoral du 28 décembre 1972, la commune est rattachée le 1er janvier 1973 à Colombey-les-Deux-Églises sous la forme d'une fusion-association. Depuis cette date, elle est une commune associée à Colombey-les-Deux-Églises.
Par arrêté préfectoral du 30 novembre 2016, la création de la commune nouvelle de Colombey-les-Deux-Églises, pour le 1er janvier 2017, entraîne la transformation du statut d'Argentolles en commune déléguée au sein de la nouvelle commune.

## Administration

### Administration municipale
Depuis le 1er janvier 1973, Argentolles ne dispose plus d'un conseil municipal et d'un maire, gérant les affaires municipales. Les décisions sont prises en conseil municipal de Colombey-les-Deux-Églises. Avec la fusion-association, elle garde cependant une section électorale, une section du CCAS, un conseil consultatif, une mairie annexe et un maire délégué, ayant autorité sur le territoire de la commune associée.
La transformation du statut de commune associée en commune déléguée au 1er janvier 2017 entraîne la fin du conseil consultatif, du sectionnement électoral et du CCAS, mais Argentolles conserve sa mairie annexe et un maire délégué avec la possibilité de l'institution d'un conseil de la commune déléguée par la commune nouvelle.
Les habitants d'Argentolles disposent également d'une liste électorale propre et d'un bureau de vote dans la mairie annexe, pour les élections.

### Liste des maires
La liste ci-dessous recense le nom des maires avant la fin de son autonomie au 1er janvier 1973 :
| Période                                  | Période | Identité              | Étiquette | Qualité                                               |
| ---------------------------------------- | ------- | --------------------- | --------- | ----------------------------------------------------- |
| 1793                                     | 1794    | Jean-Baptiste Piot    |           |                                                       |
| 1793                                     | 1798    | Bernard Dubois        |           |                                                       |
| 1798                                     | 1799    | André Piot            |           |                                                       |
| 1799                                     | 1802    | Nicolas Piot          |           |                                                       |
| 1802                                     | 1808    | André Bertin          |           |                                                       |
| 1808                                     | 1834    | Claude Euvrard        |           |                                                       |
| 1834                                     | 1835    | Esmé Thivet           |           | Adjoint faisant fonction de maire                     |
| 1835                                     | 1847    | Jean-Baptiste Euvrard |           | Décédé en cours de mandat                             |
| 1847                                     | 1852    | Jean-Baptiste Lirot   |           | Adjoint faisant fonction de maire puis maire dès 1848 |
| 1852                                     | 1855    | Jean Debrienne        |           |                                                       |
| 1855                                     | 1862    | Rolland Euvrard       |           |                                                       |
| 1862                                     | 1870    | Sauvage Euvrard       |           |                                                       |
| 1870                                     | 1871    | Paul Billardelle      |           |                                                       |
| 1871                                     | 1884    | Alexandre Merger      |           | Premier mandat                                        |
| 1884                                     | 1888    | Ferrière Debrienne    |           |                                                       |
| 1884                                     | ?       | Alexandre Merger      |           | Second mandat                                         |
| Les données manquantes sont à compléter. |         |                       |           |                                                       |

### Liste des maires délégués
La liste ci-dessous indique le nom des maires délégués depuis le 1er janvier 1973 jusqu'à aujourd'hui :
| Période                                  | Période                       | Identité           | Étiquette | Qualité                              |
| ---------------------------------------- | ----------------------------- | ------------------ | --------- | ------------------------------------ |
| mars 2008                                | mars 2014                     | Jean-Luc Daubanton |           |                                      |
| mars 2014                                | En cours (au 26 juillet 2020) | Valérie Mocquart   |           | Employée administrative d'entreprise |
| Les données manquantes sont à compléter. |                               |                    |           |                                      |

### Instances judiciaires et administratives
Les habitants d'Argentolles relèvent de la juridiction du tribunal de grande instance de Chaumont (préfecture du département), du tribunal administratif de Châlons-en-Champagne et de la Cour d'appel de Dijon,.
En matière de commerce, les habitants d'Argentolles relèvent également de la juridiction du tribunal de commerce de Chaumont qui ressort du tribunal de grande instance de Dijon.
La commune déléguée est du ressort de la circonscription de gendarmerie de la brigade de proximité de Colombey-les-Deux-Églises.

## Population et société

### Démographie
Avant la mise en place des recensements individuels, les registres paroissiaux d'Argentolles, connus à partir de 1702, indiquent une population de 36 feux en 1709, soit environ 180 habitants. Le nombre de feux passe à 31 feux, soit 155 habitants en 1720. Ce chiffre reste stable en 1753 et en 1763.
L'évolution du nombre d'habitants est connue à travers les recensements de la population effectués dans la commune entre 1793 et 1973, dans la commune associée de 1973 à 2016, et dans la commune déléguée depuis 2017. À partir de 2006, les populations légales des communes sont publiées annuellement par l'Insee. Le recensement repose désormais sur une collecte d'information annuelle, concernant successivement tous les territoires communaux au cours d'une période de cinq ans. Pour les communes de moins de 10 000 habitants, une enquête de recensement portant sur toute la population est réalisée tous les cinq ans, les populations légales des années intermédiaires étant quant à elles estimées par interpolation ou extrapolation. Pour la commune déléguée, le premier recensement exhaustif, lié à celui de Colombey-les-Deux-Églises, entrant dans le cadre du nouveau dispositif, a été réalisé en 2006.
En 2016, la commune déléguée comptait 39 habitants, en diminution de 9,3 % par rapport à 2011 (Haute-Marne : −2,35 %, France hors Mayotte : +2,44 %).
| 1793 | 1800 | 1806 | 1821 | 1831 | 1836 | 1841 | 1846 | 1851 |
| ---- | ---- | ---- | ---- | ---- | ---- | ---- | ---- | ---- |
| 105  | 109  | 108  | 114  | 119  | 129  | 137  | 125  | 128  |

| 1856 | 1861 | 1866 | 1872 | 1876 | 1881 | 1886 | 1891 | 1896 |
| ---- | ---- | ---- | ---- | ---- | ---- | ---- | ---- | ---- |
| 133  | 114  | 108  | 114  | 101  | 91   | 91   | 89   | 76   |

| 1901 | 1906 | 1911 | 1921 | 1926 | 1931 | 1936 | 1946 | 1954 |
| ---- | ---- | ---- | ---- | ---- | ---- | ---- | ---- | ---- |
| 76   | 64   | 64   | 61   | 68   | 63   | 40   | 41   | 46   |

| 1962 | 1968 | 1982 | 2006 | 2011 | 2016 | 2021 | - | - |
| ---- | ---- | ---- | ---- | ---- | ---- | ---- | - | - |
| 36   | 33   | 35   | 60   | 43   | 39   | 36   | - | - |

### Enseignement
Étant commune déléguée de Colombey-les-Deux-Églises, Argentolles est rattachée à l'académie de Reims. Cette académie fait partie de la Zone B pour son calendrier de vacances scolaires.
Aucun établissement d'enseignement n'est présent sur la commune déléguée, mais le groupe scolaire Yvonne de Gaulle à Colombey-les-Deux-Églises, regroupe les élèves de maternelle et de cours élémentaire de l'ensemble de la commune. Il compte 153 élèves en 2017.
Pour le secondaire, les collégiens se rendent au collège du chef-lieu de commune. Les lycées publics d'enseignement général et d'enseignement technique se trouvent à Chaumont. Un lycée privée d'enseignement général et d'enseignement technique est également présent à Chaumont.
Pour l'enseignement supérieur, des établissements se trouvent dans l'académie de Reims, à Chaumont, à Troyes, à Chalons-en-Champagne et à Reims. Les étudiants peuvent aussi aller vers des établissements situés à Dijon dans l'académie homonyme.

### Santé et service d'urgence
Au 1er janvier 2017, aucun médecin généraliste n'exerce sur Argentolles, mais un praticien exerce à Colombey-les-Deux-Églises, chef-lieu de la commune. Il en est de même pour l'officine pharmaceutique. Pour des médecins spécialisés et des dentistes, il faut se rendre à Chaumont, ou à Bar-sur-Aube. Dans le domaine paramédicale, des infirmières se trouvent, l'une à Colombey-les-Deux-Églises et l'autre à Harricourt.
Pour les hospitalisations, les urgences et la chirurgie, le centre hospitalier le plus proche est celui de Chaumont, mais les habitants peuvent se rendre à celui de Bar-sur-Aube. Les deux EHPAD les plus proches se situent l'un à Maranville et l'autre à Bayel.
Pour la sécurité en matière d'incendie et de sauvetage, les pompiers du centre de secours de Colombey-les-Deux-Églises, rattaché au SDIS de la Haute-Marne, sont compétents.

### Médias et télécommunication
Le quotidien local Le Journal de la Haute-Marne et le journal hebdomadaire Voix de la Haute-Marne diffusent leur journal sur la région de Chaumont et le département de la Haute-Marne.
Parmi les chaînes télévision numérique terrestre (TNT) accessibles à tous les habitants d'Argentolles, depuis l'émetteur de Troyes-Les Riceys situé aux Riceys, France 3 Champagne-Ardenne relaie les informations locales. Parmi les nombreuses stations de radio disponibles, on peut citer France Bleu Champagne-Ardenne.
En 2017, l'internet haut débit via la technique ADSL 2+ est possible pour tous les abonnés à un réseau de téléphonie fixe depuis le NRA installé à Colombey-les-Deux-Églises.

### Cultes
Le territoire de la commune dépend de la paroisse Saint-Bernard, au sein du diocèse de Langres, au même titre que les trente et une autres paroisses. En 2017, l'église Notre-Dame-en-sa-Nativité est l'un des lieux de culte de cette paroisse. Joseph de Metz-Noblat est à la tête du diocèse de Langres depuis 2014.
Concernant d'autres religions, les lieux de culte les plus proches sont le temple de Chaumont pour les protestants, la synagogue de Troyes pour les juifs et la mosquée de Joinville pour les musulmans.

## Culture locale et patrimoine

### Lieux et monuments
L'église paroissiale Notre-Dame-en-sa-Nativité possède un chœur datant certainement de la fin du XIIIe siècle avec une nef et la tour du clocher reconstruites, datant de la seconde moitié du XVIIIe siècle ou de la première moitié du XIXe siècle. L'église possède un plan allongé avec un mur extérieur en pierre de taille. Elle fait actuellement partie de la paroisse Saint-Bernard du diocèse de Langres, regroupant Colombey-les-Deux-Églises et des communes alentour.

### Patrimoine gastronomique
Argentolles est située dans l'aire de l'appellation d'origine protégée (AOP) ou appellation d'origine contrôlée (AOC) du champagne. Elle est l'une des deux localités de la Haute-Marne à produire du champagne. C'est le seul territoire de Colombey-les-Deux-Églises autorisé, sur des parcelles de vignes reconnues, à concevoir du vin d'appellation champagne. Le reste du territoire de la commune est exclue de la zone d'appellation.

### Personnalités liées à la commune
- Jean-Baptiste Dubois, évêque de Dijon, né à Argentolles en 1754.